# 高柳暁
高柳 暁（たかやなぎ さとる、1931年5月9日 - 1998年4月11日）は、日本の経営学者。筑波大学名誉教授。
静岡県浜松市生まれ。工学者・高柳健次郎の次男。妹に小児心理学者の吉村たづ子。岳父は経済史学者の大塚久雄。1963年東京大学大学院社会科学研究科博士課程満期退学、中央大学経済学部専任講師、1965年助教授、1971年教授、1979年筑波大学社会工学系教授。1995年定年退官、名誉教授、中央大学総合政策学部教授。

## 著書
- 『経営学30講』実教出版 1980
- 『働きがいの経営学 勤勉こそ日本の生きぬく条件』有斐閣新書　1980
- 『日本海運経営史 5 海運業の経営と技術 模倣から自己開発へ』日本経済新聞社 1982
- 『現代の経営原論』春秋社 現代経営学 1983
- 『戦後日本海運造船経営史 7 海運・造船業の技術と経営 技術革新の軌跡』日本経済評論社 1993

### 共編著
- 『経営学』全3巻 飯野春樹共編 有斐閣双書 1977-1979
- 『現代経済政策体系 第3巻 産業と政府の経済政策』共著 勁草書房 1978
- 『現代経営管理論 組織論的アプローチ』編著 同文館出版 1983
- 『企業経営の国際化戦略』柴川林也共編著 同文館出版 1987
- 『社会工学概論一21世紀への問題提起』宍戸駿太郎・坂下昇・山田圭一・高橋磐郎共編 学陽書房 1987
- 『経営学 第3版』中村常次郎共編 有斐閣双書　1987
- 『変化の経営学 活性化・情報化・民営化・国際化 テキスト&リーディングス』高橋伸夫共編著 白桃書房 1994
- 『現代経営組織論』編著 中央経済社 1997

### 翻訳
- ジョェル・ディーン『経営者のための投資政策』一ノ瀬智司,岡本康雄共訳 東洋経済新報社 1959
- H.A.サイモン『経営行動』松田武彦,二村敏子共訳 ダイヤモンド社 経営名著シリーズ 1965
- ジョセフ・L.マッシー編著『エッセンス経営学』林曻一共訳 学習研究社 1983

## 論文
- <高柳暁